# Ingvar Ehrling
Gustaf Olof Ingvar Ehrling, född 24 december 1927 i Askers församling i Örebro län, död 6 januari 2018 i Stockholm, var en svensk militär och ämbetsman.
Ehrling tog studentexamen 1947 och officersexamen 1950. Han tjänstgjorde vid Livregementets grenadjärer 1950–1957 och vid Militärhögskolan 1957–1959. Han befordrades till kapten 1962, major 1967 och överstelöjtnant 1969. Han tjänstgjorde 1965 i FN:s fredsbevarande styrkor i Cypern (UNFICYP). Åren 1971–1972 var han bataljonschef och ställföreträdande chef för Dalregementet. Åren 1972–1988 tjänstgjorde han vid Försvarsdepartementet, från 1975 som kansliråd och från 1977 som departementsråd. Han var generaldirektör för Försvarets rationaliseringsinstitut 1988–1991. Slutligen var han konsult hos överbefälhavaren 1991–1993.
Ingvar Ehrling invaldes 1974 som ledamot av Kungliga Krigsvetenskapsakademien.
Tillsammans med Bengt Sjöberg skrev han boken Nya ledningsmetoder i försvaret (Centralförbundet Folk och Försvar, Stockholm 1974). Ingvar Ehrling är gravsatt i minneslunden på Galärvarvskyrkogården i Stockholm.